# SN 2001di
SN 2001di – supernowa typu II odkryta 28 lipca 2001 roku w galaktyce UGC 3259. W momencie odkrycia miała maksymalną jasność 17,70m.